# Карпівка (Чернігівський район)
Ка́рпівка — село в Україні, у Городнянській міській громаді Чернігівського району Чернігівської  області.

## Географія
На південно-західній стороні від села бере початок річка Струпів.

## Історія
Село розташоване на території колишнього Чернігівського полку Гетьманщини.
З 1917 — у складі УНР. З 1921 — стабільний комуністичний режим. З 1929 російська влада вдалася до терору проти незалежних господарників, зокрема незаконним реквізіціям та арешту піддано багатодітну родину Прасковії Денисової. Після його депортації її батька з України, багатодітна родина стала безхатньою — голодом убили чотирьох малолітніх дітей. Частина мешканців села вдалася до самодепортації, зокрема осіла у великих містах.
Село постраждало внаслідок геноциду українського народу, проведеного урядом СРСР 1932–1933 та 1946–1947.
1941 сталіністи утекли із села, 1943 — повернулися.
З 1991 — у складі держави Україна.
12 червня 2020 року, відповідно до розпорядження Кабінету Міністрів України № 730-р від «Про визначення адміністративних центрів та затвердження територій територіальних громад Чернігівської області», село увійшло до складу Городнянської міської громади.
19 липня 2020 року, в результаті адміністративно-територіальної реформи та ліквідації Городнянського району, село увійшло до складу Чернігівського району.

## Населення

### Мова
Розподіл населення за рідною мовою за даними перепису 2001 року:
| Мова       | Кількість | Відсоток |
| ---------- | --------- | -------- |
| українська | 86        | 95.56%   |
| російська  | 3         | 3.33%    |
| білоруська | 1         | 1.11%    |
| Усього     | 90        | 100%     |